# عنتر و منتر
عنتر و منتر فیلمی به کارگردانی امیر شروان و نویسندگی احمد نجیب‌زاده محصول سال ۱۳۵۵ است.

## داستان
سه نفر بزن‌بهادر لوطی را مضروب می‌کنند و او در بستر مرگ دربارهٔ پسرش رضا حرف می‌زند. رضا در اصفهان در مرغداری کار می‌کند، و پس از این که از خبر مرگ پدرش باخبر می‌شود به خانهٔ پدر می‌رود و عنتری را که به پدرش تعلق داشته تحویل می‌گیرد. رضا با دختر فقیری به نام شیرین آشنا می‌شود که با خواهر کوچکش مهناز و عمویش صفر زندگی می‌کند. رضا درمی یابد که سه نفر بزن‌بهادر وصیت نامهٔ اصلی پدرش را از میرزا گرفته‌اند و در آن تأکید شده که در آستر جلیقهٔ چیتا نقشهٔ گنجی پنهان است. رضا پس از تعقیب و گریز نقشهٔ گنج را به دست می‌آورد. طبق نقشه رضا و گروهی از افراد طماع به بیابان و اتاقکی مخروبه می‌روند که جز طناب دار چیزی در آن نیست. همه از محل دور می‌شوند و رضا برای خلاص شدن از شر ناگواری‌های زندگی خود را حلق آویز می‌کند، اما سقف فرو می‌ریزد و همراه آن چندین بستهٔ اسکناس روی سر رضا پخش می‌شود.

## بازیگران
- رضا بیک ایمانوردی
- فریبا خاتمی
- علی میری
- نادیا
- گیتی بهشتی
- آمنه
- مریم
- محمد عبدی
- فرهاد خوشبخت
- ایرج فرح بخش
- بازگشا
- اکبر اصفهانی
- منوچهر پوراحمد
- غلام
- ریاحی